# حارة سعدا (صنعاء)
سعدا هي إحدى حارات حي بني حوات بمدينة الروضة شمال العاصمة اليمنية "صنعاء"، بلغ تعداد سكانها 427 نسمة حسب تعداد اليمن لعام 2004.